# طفرة المطاط في الأمازون
دورة المطاط في الأمازون أو طفرة المطاط (بالبرتغالية: Ciclo da borracha)(بالإسبانية: Fiebre del caucho)، هي فترة زمنية امتدت من عام 1879 إلى عام 1912 ارتبطت ارتباطًا جوهريًا باستخراج المطاط وتجارته. لعبت طفرة المطاط دورًا مهمًا في التاريخ الاقتصادي والاجتماعي للبرازيل ومناطق الأمازون المحيطة، وأدت إلى زيادة ملحوظة في الاستعمار الأوروبي في جميع أنحاء حوض الأمازون. اجتذبت الطفرة العمال المهاجرين، وولدت الثروة، وتسببت في تحولات ثقافية واجتماعية، وكان لها آثار مدمرة على مجتمعات السكان الأصليين.
أدى ازدهار تجارة المطاط إلى نمو العديد من المدن، بما في ذلك ماناوس وبيليم، والتي أصبحت كل منهم عاصمة لولايتي أمازوناس وبارا على التوالي. بالإضافة إلى ذلك، شهدت العديد من المدن الأخرى في جميع أنحاء المنطقة نموًا مثل ريو برانكو وإيرونيبي ومارابا والتاميرا. أدت الطفرة أيضًا إلى توسع وازدهار مدن أخرى مثل إكيتوس في بيرو، وكوبيجا في بوليفيا، وليتيسيا في كولومبيا. حدثت فترة النمو والتوسع بشكل رئيسي بين عامي 1879 و 1912، كما حدثت طفرة أخرى في إنتاج المطاط والأنشطة ذات الصلة من عام 1942 إلى عام 1945 خلال الحرب العالمية الثانية.

## نبذة
يُعد المطاط الطبيعي نوعًا من البوليمرات المرنة (الإيلاستومرات)، ويُعرف أيضًا باسم "صمغ الأشجار" أو "المطاط الهندي" أو "كاوتشوك"، ويُستخرج من شجرة المطاط التي تنمو في المناطق الاستوائية. كان كريستوفر كولومبوس من أوائل الأوروبيين الذين نقلوا أخبار هذا المادة الغريبة إلى أوروبا، لكنه لم يكن الوحيد في ذلك. ففي عام 1736 تقريبًا، أشار فلكي فرنسي إلى أن السكان الأصليين للأمريكتين استخدموا المطاط لعزل الأحذية والمعاطف عن الماء، وقام بجلب عينات منه إلى فرنسا. لاحقًا، استخدم العالم البريطاني جوزيف بريستلي هذه المادة لمسح الكتابة، فدخلت كلمة "rubber" إلى اللغة الإنجليزية بمعنى "الممحاة".
ورغم التعرف على المطاط منذ وقت مبكر، لم تُطوَّر استخداماته العملية إلا خلال القرن التاسع عشر، حيث بدأ الطلب الصناعي عليه. ففي عام 1803، افتُتح مصنع للمطاط في باريس خصّص لإنتاج أربطة الجوارب النسائية. ومع ذلك، ظل للمطاط بعض العيوب؛ إذ كان لزجًا في درجات الحرارة العادية، ويزداد ليونة والتصاقًا عند ارتفاع الحرارة، بينما يصبح قاسيًا وهشًا عند انخفاضها.
يعود اكتشاف المطاط لأول مرة إلى شعوب أمريكا الجنوبية الأصلية، ويُعتقد أن ذلك حدث حوالي عام 1600 قبل الميلاد. وطوّر سكان غابات الأمازون تقنيات لاستخراجه من شجرة المطاط (Hevea brasiliensis)، وهي من فصيلة الفربيونيات (Euphorbiaceae).
يُستخرج المطاط من سائل أبيض يُعرف باسم "اللاتكس"، يتدفق من ساق الشجرة، ويتكوّن من جسيمات مطاطية معلقة في مصل مائي. وتشكل مادة المطاط حوالي 35% من اللاتكس، وهي تتكوّن كيميائيًا من مركب cis-1,4-polyisoprene ((C₅H₈)ₙ). ويُعد اللاتكس مادة متعادلة كيميائيًا، إذ يتراوح رقمها الهيدروجيني بين 7.0 و7.2، لكنه عند تعرّضه للهواء مدة 12 إلى 24 ساعة، ينخفض رقم الحموضة فيه ويتخثر تلقائيًا ليكوّن كتلة صلبة من المطاط.

لكن المطاط المنتج بهذه الطريقة كان يعاني من مشكلات، منها تفاعل مكوناته مع الهواء، مما يؤدي إلى تلفه بفعل التعفن أو الالتصاق، خاصة في درجات الحرارة المختلفة. ولهذا طُوِّرت معالجة صناعية لإزالة الشوائب من المطاط وتطبيق عملية تُعرف باسم "الفلكنة" (Vulcanization)، وهي عملية تُحسّن من خصائص المطاط الميكانيكية، وتُزيل عنه خاصية الالتصاق، وتمنحه ثباتًا ومقاومة للذوبان والتغيّرات الحرارية.